# Фиаско (игра)
Фиа́ско (англ. Fiasco) — настольная ролевая игра, созданная Джейсоном Морнингстаром. Главным отличием «Фиаско» от других НРИ является отсутствие ведущего и необходимости готовиться к игре. Игроки сами управляют сюжетом, при этом игромеханика обеспечивает насыщенную историю для всех героев.

Речь, вероятно, не о смерти, потому что даже смерть лучше, чем это. Подойдите к делу творчески и не удовлетворяйтесь первым «худшим», что пришло на ум — всегда найдётся что-то более тёмное, отвратительное и ужасное.— «Фиаско»
Элемент случайности в игру вносят чёрные и белые игральные кубики («плохие» и «хорошие» соответственно). Игра занимает около 4 часов. Её развитие и динамика призваны отразить динамику остросюжетного кино.

## Система

### Кубики
Для игры требуется от 8 до 20 игральных кубиков двух цветов. Чем больше в игре кубиков одного цвета, тем вероятнее хороший или плохой исход. Количество кубиков зависит от количества игроков и, в свою очередь, влияет на длительность игры. В начале игры один из игроков кидает все кубики на стол. Опираясь на выпавшие числа и шаблон, игроки по очереди выбирают места, отношения, желания и прочие элементы, связывающие персонажей между собой. На этом этапе намечается сюжет и вырисовываются персонажи игроков.

### Шаблоны
Шаблон — основа игры «Фиаско». С его помощью игроки обрисовывают персонажей и развивают сюжет. Чтобы воспользоваться шаблоном, достаточно взять со стола кубик с выпавшим числом и выбрать соответствующий элемент. В финале игры цвет и количество кубиков определяют последствия приключения. 
В шаблонах содержится информация о потенциальных Отношениях, Желаниях, Местах и Предметах персонажей. В каждой из таблиц шаблона — 6 категорий, содержащих по 6 элементов. Помимо шаблона игрокам предлагается так называемый «быстрый старт», то есть, уже выстроенные отношения для 3-4-5 игроков. 
Каждый шаблон задаёт определённый стиль и атмосферу игры. Например, постапокалипсис, хоррор, вестерн, фэнтези.

### Ход игры
На этапе Завязки игроки выбирают Шаблон, бросают игральные кубики и придумывают персонажей и ситуацию, в которой оказываются герои. На этапе Встряски — считают, сколько у кого осталось кубиков и описывают финал, исходя из рекомендаций. Между двумя этими этапами рекомендуется сделать паузу, перекусить и обсудить ход игры. Во время своего хода игрок или создаёт, или разрушает сцену.

#### Создание и разрешение сцен
У игрока, который должен сделать ход, есть выбор: придумать сцену или решить, каким будет её исход. Создавая сцену, игрок описывает, что, где и как происходит, с кем хочет пообщаться его персонаж и чего хочет достичь. Разрешая сцену, игрок описывает, достиг ли его персонаж успеха или провалился, а главное, каким образом. Если игрок во время своего хода создаёт сцену, то разрешают её другие игроки, выбирая чёрный или белый кубик (символ неудачи или успеха).

Если половина кубиков ушла, игра подошла к середине. Если у вас была хорошая Завязка, и вы не сдерживали себя, к этому моменту у вас уже должно твориться непонятно что.— «Фиаско»
Игроки накапливают чёрные и белые кубики, которые впоследствии повлияют на судьбу их персонажей.

#### Встряска
Именно сейчас пора открыть ящик Пандоры и запустить крышкой в кого-нибудь.— «Фиаско»
Игроки продолжают развивать сюжет, по очереди создавая или разрешая сцены. Когда на столе не оказывается ни одного кубика, игроки совершают нехитрый подсчёт, а сюжет подходит к финалу. В зависимости от количества оставшихся у игрока кубиков и их цвета, из таблицы выбирают последствие (описание которого дано достаточно общими словами, чтобы его можно было применить к любому сюжету). Чем больше у игрока кубиков одного цвета (неважно, чёрного или белого), тем больше у его персонажа шансов на счастливый конец.

## Отличия от английской версии
Исключительным правом на перевод и публикацию книги на русском языке обладает издательство Studio 101, выпускающая настольные ролевые игры.
В русскоязычную версию «Фиаско» вошли два шаблона, разработанные издателем (их нет в английской версии): «Ядерное лето» для поклонников серии Fallout в жанре постапокалипсиса и «Симфония ужаса» в стиле страшных чёрно-белых фильмов начала XX века. Также в книгу включён перевод шаблона от Логана Боннера «Мы завалили дракона» в стиле классических фэнтезийных приключений.